# Danków (województwo lubuskie)
Danków (niem. Tankow) – wieś w Polsce położona w województwie lubuskim, w powiecie strzelecko-drezdeneckim, w gminie Strzelce Krajeńskie nad Jeziorem Wielgim (Dankowskim) i Jeziorem Kinołęka (Dankowskim Małym), przez które przepływa rzeka Pełcz. Przez wieś przebiega droga wojewódzka nr 156.
W latach 1975–1998 miejscowość administracyjnie należała do województwa gorzowskiego.

## Historia
Pierwsze zapisy historyczne o Dankowie są datowane na 1300, w XIV wieku miejscowość była określana jako miasto. Mimo to Danków nigdy nie posiadał praw miejskich oraz nie posiadał umocnień typowych dla osad typu miejskiego. Od 1373 we władaniu Korony Czeskiej. W zapisach z 1380 odnotowano istnienie w Dankowie zamku, umocnień ziemnych (podwójnych wałów z ok. 1347), a osada posiadała wiele cech małego miasta, które miało strategiczne znaczenie dla Nowej Marchii. W kronikach zachowały się zapisy poświadczające mający miejsce w XIV w. wieloletni spór rycerza pochodzącego z Łużyc z krzyżakami. Tereny Nowej Marchii należały do Luksemburgów, którzy oddali zamiast wraz z zamkiem rodowi Vorbotów z Mogulicz na Morawach, a chodzi o Wierzbiętę ze Smogulca Polskiego. Po 11 latach majątek został przejęty przez książęcego marszałka Ottona von Kittlitz, który pochodził z Łużyc. W 1402 w Krakowie zawarto układ w sprawie zakupu regionu przez Polskę, jednakże ostatecznie sprzedany został zakonowi krzyżackiemu Von Kittlitz od początku miał zatarg z Krzyżakami. Za rycerzem stanęli Luksemburgowie, co wywołało wieloletnie procesy sądowe, zatargi i potyczki. W końcu pod naciskiem zakonu krzyżackiego rycerz ustąpił i oddał swoją majętność krzyżakom. Krzyżacy przejęli Danków w 1452, w późniejszych latach miejscowość wielokrotnie zmieniała właścicieli. Rozwój Dankowa był hamowany przez liczne pożary, do czasów obecnych nie zachowały się żadne ślady istnienia zamku ani umocnień ziemnych.
Od 1465 do 1788 Danków znajdował się w ręku rodu von Papstein, następnie von Bock, a od 1793 von Massow. W 1820 Danków przejęła rodzina von Brandt, stawiając tu pałac, folwark i kościół oraz mauzoleum. Ostatnim niemieckim właścicielem był joannita Wichard von Alvensleben, zarządzający majątkiem od 1929 do 1939.
W czasie II wojny światowej Niemcy utworzyli we wsi podobóz pracy przymusowej obozu jenieckiego Stalag II D.

## Zabytki
Do wojewódzkiego rejestru zabytków wpisany jest:
- zespół folwarczny, z połowy XIX wieku[10]:
  - oficyna pałacowa
  - stajnia z gołębnikiem
  - kotłownia
  - lodownia
  - przylegający do jeziora park pałacowy w stylu angielskim o pow. 15 ha, otaczający oficynę

inne zabytki:
- kościół filialny pw. Najświętszego Serca Pana Jezusa, neogotycki z 1840 r.[11]
- mauzoleum.

Miejscowy pałac powstał z inicjatywy kanonika Camillusa von Brandta w latach 30. XIX wieku. Było to dwukondygnacyjne, murowane założenie z reprezentacyjnymi wejściami od strony dziedzińca i parku oraz dwiema wieżami. Budynek zdobiły przedstawienia heraldyczne oraz dekorowane gzymsy i opaski okienne. W pałacu urządzono wielką salę balową z galerią siedemnastowiecznych mistrzów i okazałą bibliotekę. Obok zbudowano istniejącą do dziś oranżerię, a w latach 50. XIX w. przylegający do pałacu folwark. Obiekt zniszczono, a następnie rozebrano po II wojnie światowej. 
Do parku przylegał kościół, połączony z pałacem za pomocą alei, co miało ułatwiać właścicielom dotarcie do świątyni.
Nieopodal miejscowości zachowane pozostałości mauzoleum, wzniesionego około 1859 roku w związku ze śmiercią właściciela i ordynata dóbr dankowskich, kanonika berlińskiego Gustava Erdmanna Kamila von Branda. Na ścianie frontowej obiektu rozeta, niżej zniszczone, drewniane drzwi. W ścianach bocznych okna. Znajdujące się tu sarkofagi członków rodu zostały rozkradzione; szczątki zbezczeszczono, a trumny wrzucono do pobliskiego jeziora. 

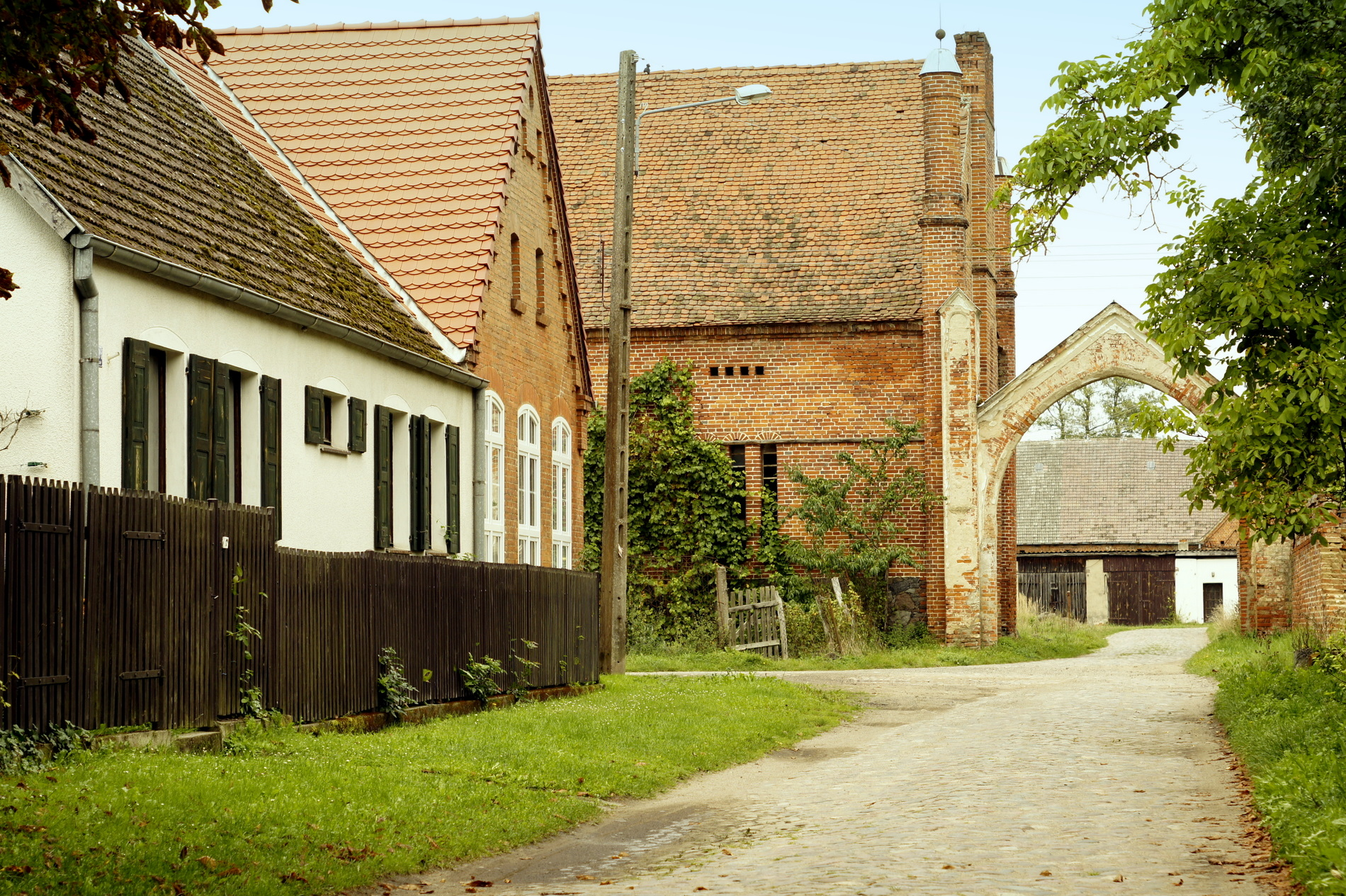
Brama wjazdowa do folwarku
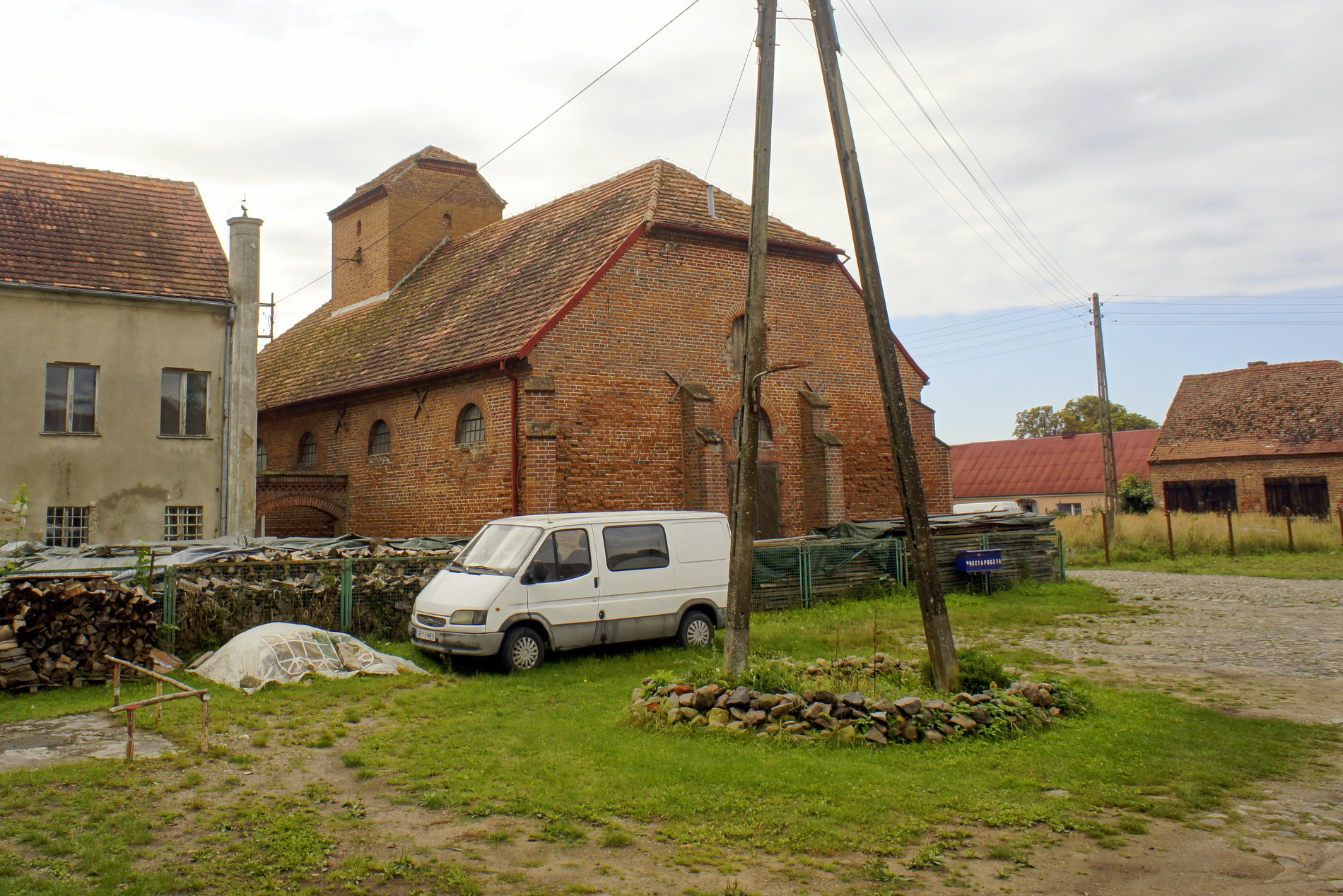
Stajnia z gołębnikiem
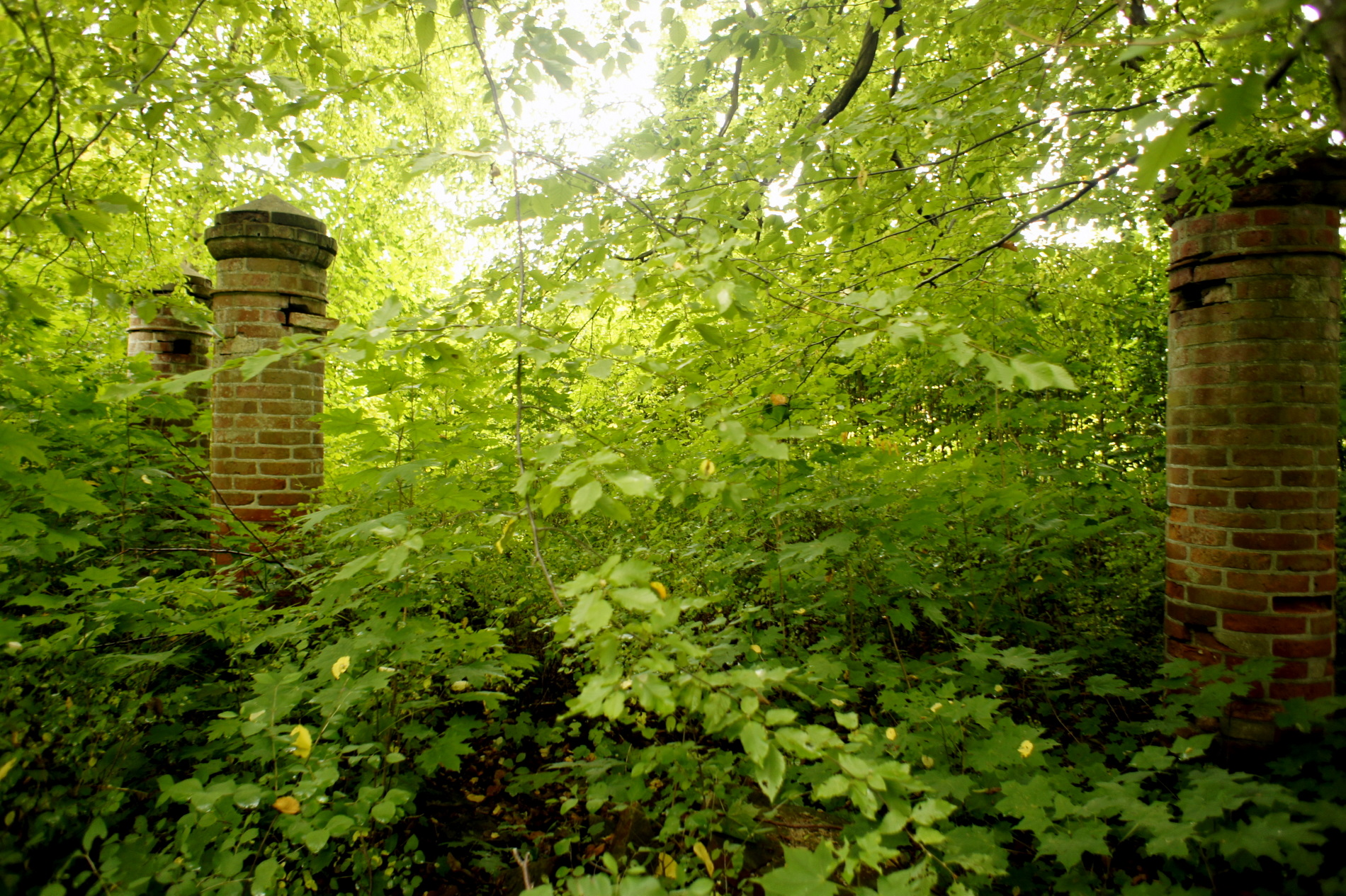
Pozostałość ogrodzenia parku pałacowego
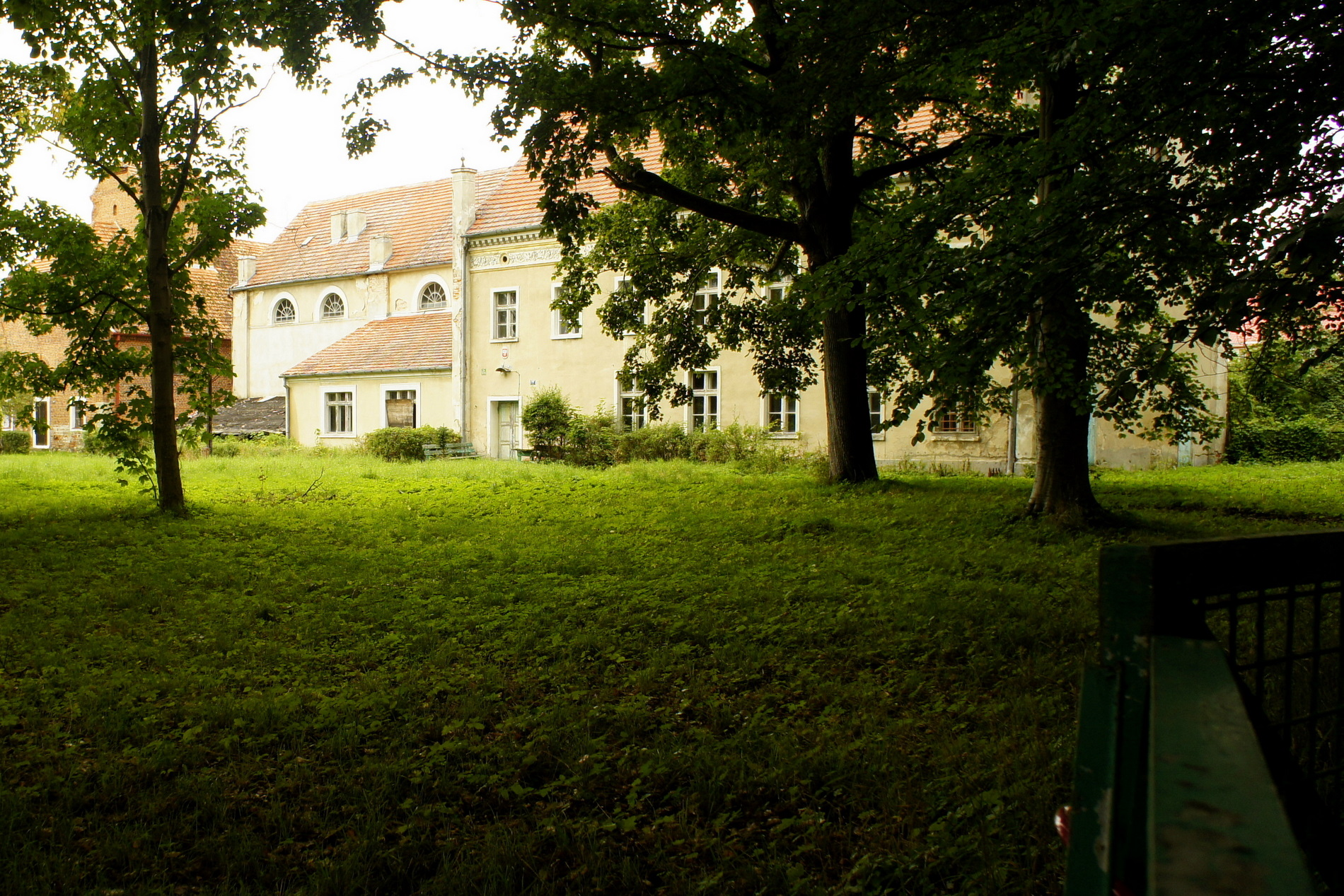
Pomarańczarnia
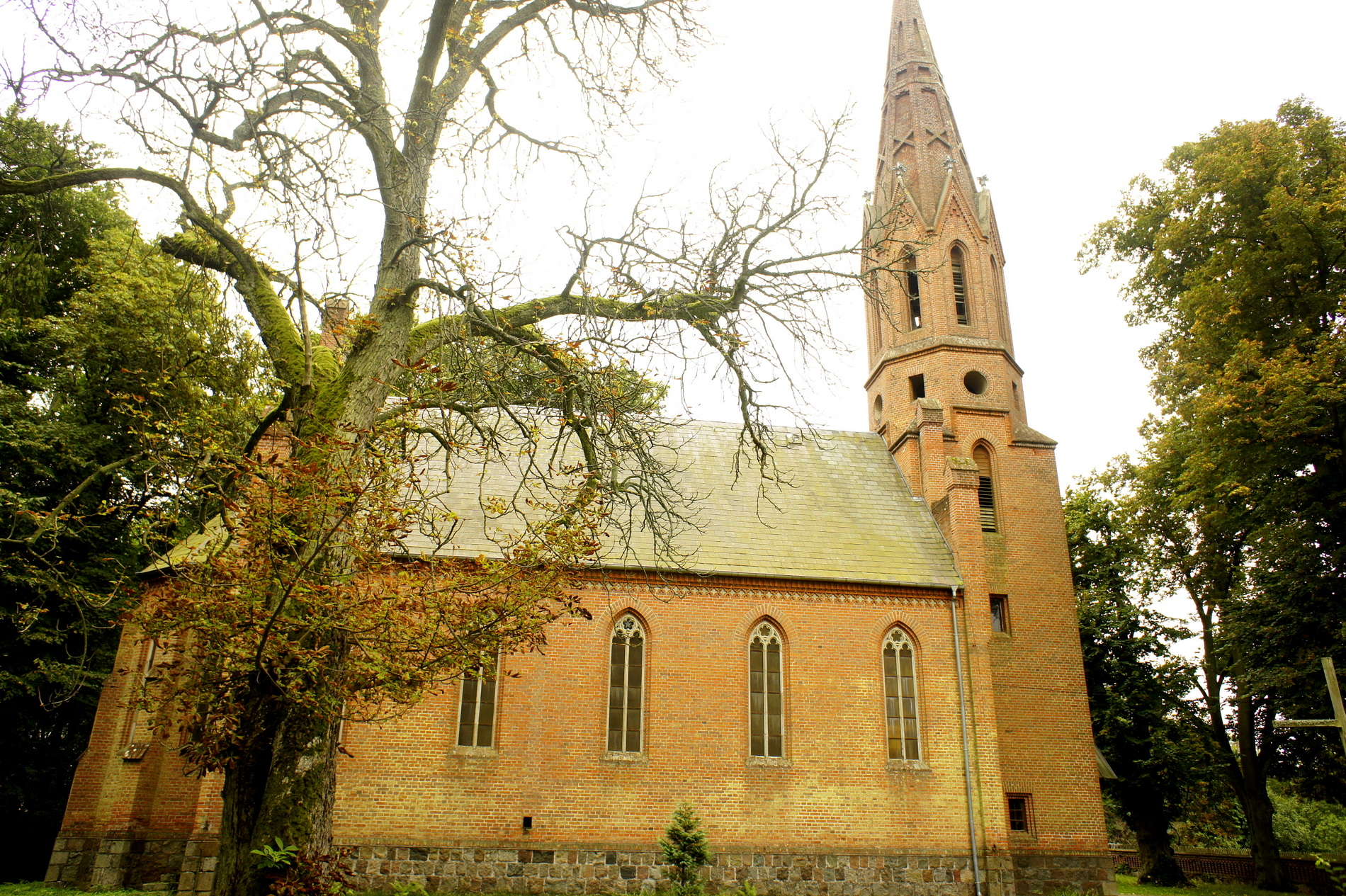
Kościół
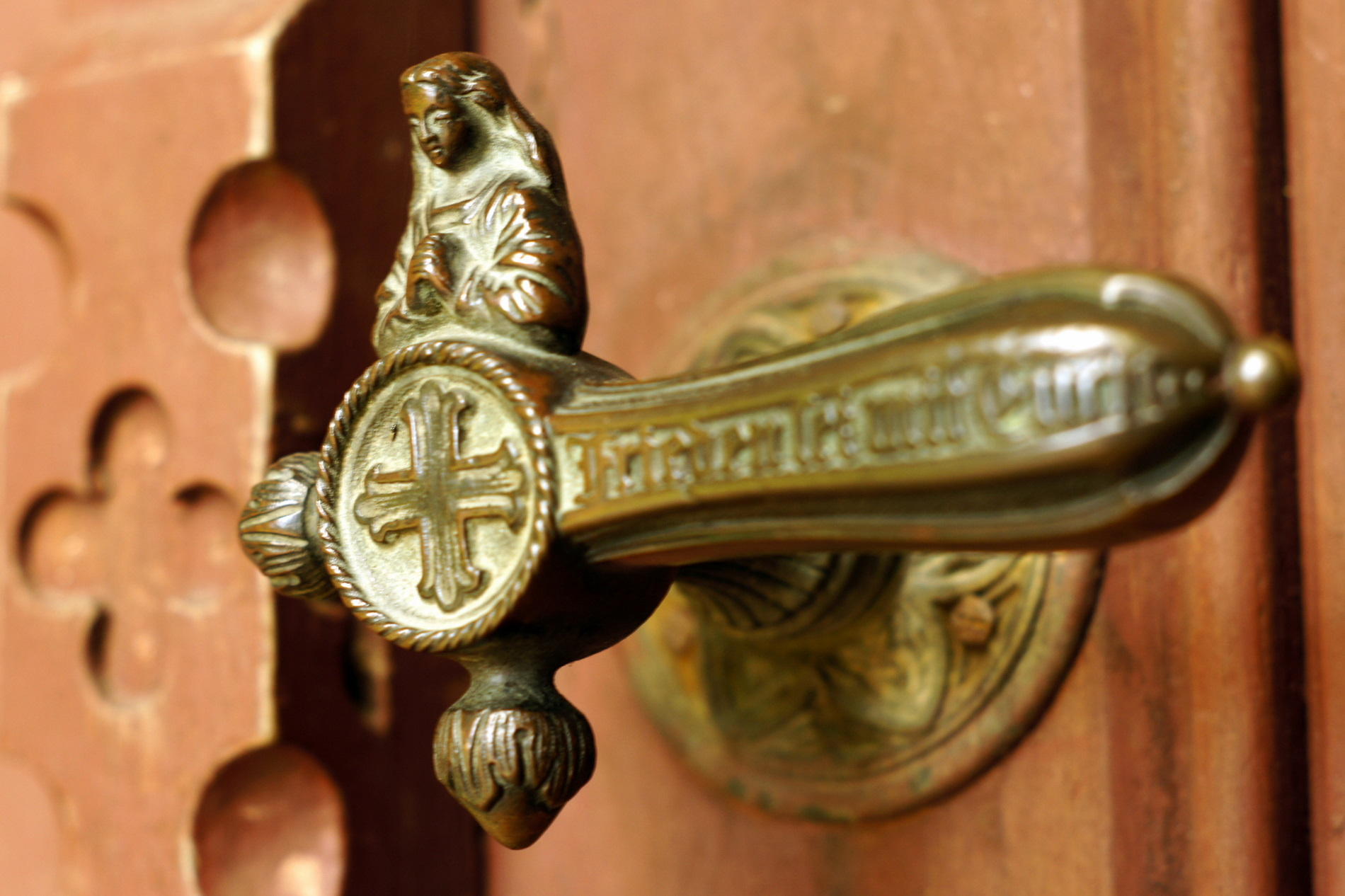
Klamka drzwi kościoła